# Madeleine Arbour
Pour les articles homonymes, voir Arbour.
Madeleine Arbour, née le 3 mars 1923 à Granby, Québec, Canada et morte le 10 décembre 2024, est une peintre et dessinatrice québécoise. Elle est principalement connue comme une pionnière dans le domaine du design, des arts visuels et des arts de la scène. Elle a aussi animé à la télévision québécoise des émissions sur le design intérieur.

## Biographie

### Vie privée
Madeleine Arbour, née Marie Madeleine Gertrude Arbour, est la fille de Conrad Arbour et d'Yvonne Martel.
Dans les années 1940, Madeleine Arbour, déjà passionnée par les arts visuels, rencontre Paul-Émile Borduas, une figure centrale du mouvement automatiste. Cette rencontre marque le début de son engagement avec ce groupe avant-gardiste. En 1948, en phase avec leur critique sociale de la société québécoise de l’époque, elle signe le manifeste Refus global au côté de Jean Paul Riopelle, Paul-Émile Borduas, Marcel Barbeau, Bruno Cormier, Claude Gauvreau, Pierre Gauvreau, Muriel Guilbault, Fernand Leduc, Thérèse Renaud, Jean-Paul Mousseau, Maurice Perron, Louise Renaud, Françoise Riopelle, Françoise Sullivan et Marcelle Ferron.
En 1949, Madeleine Arbour épouse Pierre Gauvreau également signataire du Refus global. Le couple a deux enfants puis se sépare dans les années 1970.
À la même époque, Madeleine Arbour noue une amitié durable avec le peintre Jean Paul Riopelle, qui perdurera jusqu’à la mort de celui-ci. Elle a également contribué à la conception de son atelier au lac Masson.

### Débuts et carrière
Faisant partie d’une famille nombreuse et élevée par une mère monoparentale, Madeleine Arbour quitte l’école à l’âge de 15 ans afin de soutenir sa famille. C’est ainsi qu’elle commence à travailler chez Birks, une bijouterie prestigieuse de Montréal. D’abord embauchée comme vendeuse, elle révèle rapidement un talent inné pour la création visuelle en transformant les vitrines. Ceci marque donc le début de sa carrière professionnelle en tant qu’étalagiste et dans le domaine du design de présentation.
Parmi ses réalisations, on compte le réaménagement des voitures des services transcontinentaux de Via Rail Canada, ainsi que des salons Panomara des gares de Montréal, d'Ottawa et de Toronto. Elle a conçu la décoration et l'aménagement des avions d'Air Canada, des appareils Boeing et Airbus, ainsi que du bureau du président de Radio-Canada à Ottawa. On lui doit les espaces publics de la résidence du gouverneur général du Canada, ou encore la salle Saint-Laurent de la Citadelle de Québec.
Elle participe également aux débuts de la télévision – en construisant les marionnettes et en élaborant les scénarios pour La Boîte à Surprise de 1959 à 1965. Elle conçoit des décors et des costumes pour le Théâtre du Rideau Vert et la Compagnie Jean-Duceppe. Pendant les années 1970, elle anime une chronique de design intérieur à l'émission Femme d'aujourd'hui. Elle participe également à la série télévisée pour enfants Patofville de 1974 à 1975.
De 1962 à 1982, en plus d'enseigner à l'Institut des Arts appliqués, elle s'occupe d'esthétique de présentation au Cégep du Vieux Montréal.
En 1965, afin de créer davantage de perspectives pour les femmes dans le domaine du design, encore largement dominé par les hommes, Madeleine Arbour a le mérite d’avoir fondé un atelier formé exclusivement de designers féminines sur la rue Saint-Paul à Montréal.
Le 5 octobre 2012, l'Université du Québec à Montréal rend hommage à Madeleine Arbour en lui attribuant le titre de docteure honoris causa, par décision de son Conseil d'administration et sur recommandation de sa Faculté des arts. Par ce geste, l'Université reconnaît le caractère exceptionnel de la carrière de Mme Arbour dans les domaines du design, de la scénographie, de la télévision et des arts visuels.
Madeleine Arbour meurt le 10 décembre 2024,.

## Approche artistique et engagement
Madeleine Arbour est reconnue pour son approche humaniste et sociale dans ses projets de design. Elle prône un art conçu pour s’intégrer au quotidien et pensé à une échelle humaine. Elle défend également l’idée que l’art doit jouer un rôle social, visant à améliorer le bien-être collectif. C'est en partie ce pourquoi elle s'applique à créer un environnement de bonheur dans chacun de ses projets de design.
Cela s’inscrit dans le concept du design social voulant une meilleure accessibilité universelle à des espaces bien aménagés. À titre d’exemple, elle a participé bénévolement à la rénovation de la Maison des enfants à Hochelaga-Maisonneuve. Ayant consacré plus de 400 heures à ce projet, Madeleine Arbour a été animée par le désir d’offrir un environnement bienfaisant au cœur d’un quartier défavorisé.
À travers son rôle d’enseignante et à la tête de son atelier de design, Madeleine Arbour a également soutenu de nombreux jeunes professionnels, dont le grand designer industriel Julien Hébert, qui a été son protégé. Elle a ainsi contribué à la formation et au développement de la relève dans le domaine du design.

## Œuvres
- Sans titre, 1945?, encre sur papier, 30,2 x 22,7 cm, Musée national des beaux-arts du Québec, Québec[11].
- Sans titre, 1947, encre et aquarelle sur papier, 30 x 22,7 cm, Musée national des beaux-arts du Québec, Québec[12].
- Maître Marteau, 1963, bois, métal, feutre et laine, 33,4 x 12 x 4 cm, Musée national des beaux-arts du Québec, Québec[13].
- Maître Scie, 1963, bois, métal, tissu, coton et ouate, 21,8 x 8 x 2,5 cm, Musée national des beaux-arts du Québec, Québec[8].
- Monsieur Tournevis, 1963, bois, métal, feutre et laine, 23,8 x 8 x 3 cm, Musée national des beaux-arts du Québec, Québec.

- Dessin de présentation pour l'agencement des couleurs pour la locomotive du train Via Rail dit le Canadien, 1987, encre, gouache et collage sur carton plume, 47,3 x 67,2 cm, Musée national des beaux-arts du Québec, Québec[14].
- Dessin de présentation pour le salon aux murales du train Via Rail dit le Canadien, 1987, aquarelle, gouache et encre sur carton collé sur carton, 46 x 61 cm, Musée national des beaux-arts du Québec, Québec[15].

- Le Train vert. Maquette de présentation pour le train Via Rail dit LRC, voiture Coach, 1987, aquarelle, acrylique et collage sur carton mousse, 49 x 116,5 cm, Musée national des beaux-arts du Québec, Québec[16].
- Dessin en coupe de la voiture Parc du train Via Rail dit le Canadien, 1987, aquarelle, acrylique et collage sur carton plume, 60 x 108,5 cm, Musée national des beaux-arts du Québec, Québec[17].
- Rideau pour le train Via Rail dit LRC, 1990, polyester imprimé en sérigraphie, 168,5 x 117,5 cm, Musée national des beaux-arts du Québec, Québec[18].
- Le Train vert. Maquette de présentation pour le train Via Rail dit LRC, voiture Coach, 1990, aquarelle, acrylique et collage sur carton mousse, 49 x 70,7 cm, Musée national des beaux-arts du Québec, Québec[19].
- Le Train vert. Maquette de présentation pour le train Via Rail dit LRC, voiture Via I, 1990, aquarelle, acrylique et collage sur carton plume, 49 x 116,5 cm, Musée national des beaux-arts du Québec, Québec[20].

## Hommages
- Elle a reçu en 1984 une mention spéciale du Conseil national du design pour son apport à l'exercice et à l'essor du design au Canada.
- En 1986, elle est devenue membre de l'Ordre du Canada[21].
- En 1998 elle reçoit le Prix Condorcet.
- En 1999, elle est devenue Chevalière de l'Ordre national du Québec pour l'ensemble de son œuvre[22].
- En 2000-2001, le Musée national des beaux-arts du Québec lui consacre une exposition intitulée Madeleine Arbour : espaces de bonheur[23].
- En 2001, elle est nommée à l’Académie royale des arts du Canada[22].
- En 2002, elle reçoit le prix Sam-Lapointe de l’Institut de design de Montréal en l’honneur de sa grande carrière professionnelle[22].
- En 2012, elle est faite docteure honoris causa de l'Université du Québec à Montréal[24].